# Římskokatolická farnost u kostela sv. Jakuba Praha-Petrovice
Římskokatolická farnost Praha-Petrovice je komunita římských katolíků sdružených kolem kostela svatého Jakuba Staršího v městské části Praze 10-Petrovicích. Farní úřad sídlí v nové budově Camino z roku 2016, na adrese Edisonova 17.

## Působnost
Administrátorem farnosti je P. RNDr. Mgr. Miloš František Převrátil, vikářem je Ing. Mgr. Miroslav Verčimák. Do územní působnosti farnosti spadají obce Petrovice a Horní Měcholupy, v roce 2001 se ke zdejší farnosti hlásilo 18 003 osob.

## Farní centrum Camino

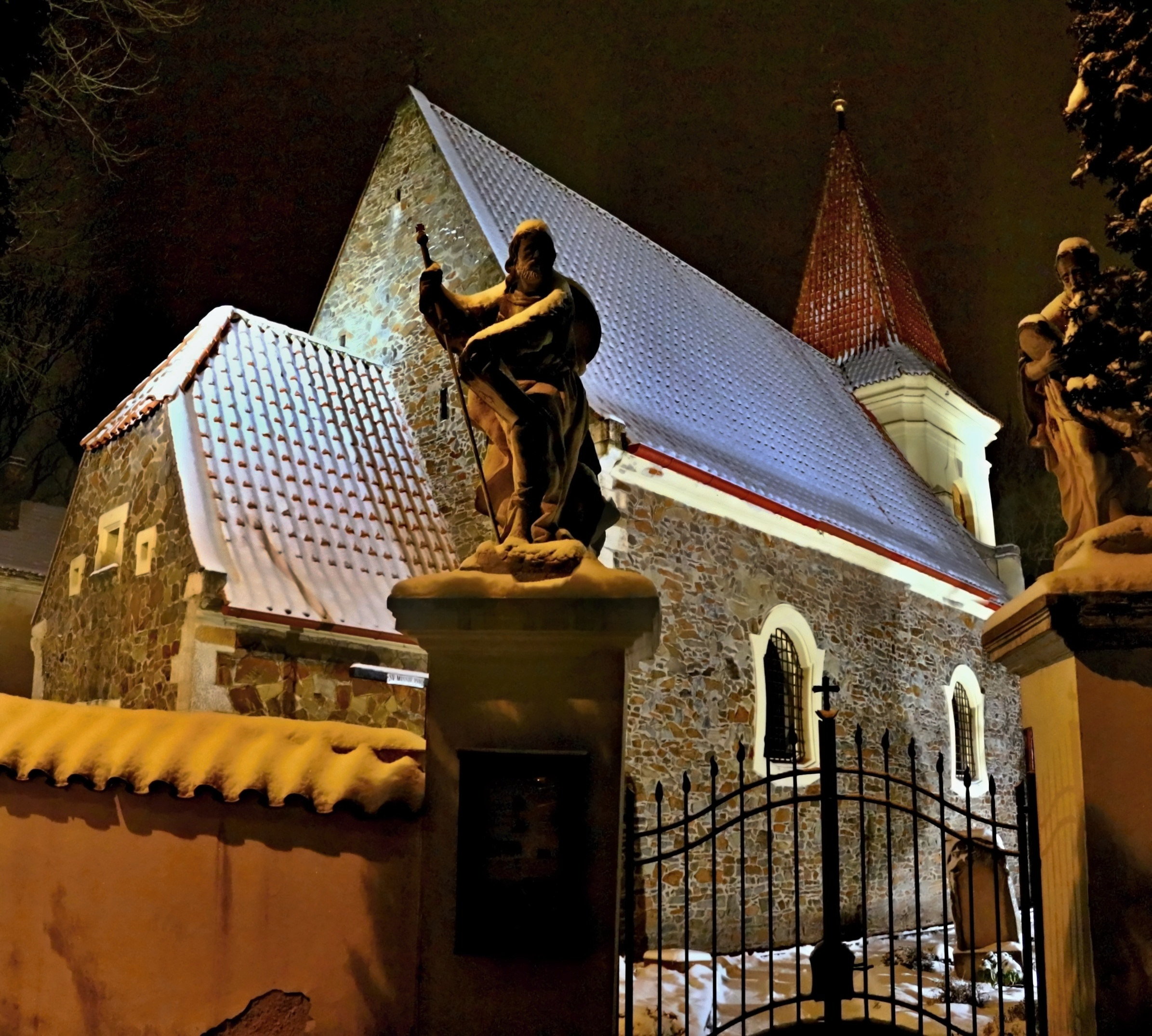
Kostel sv. Jakuba Staršího

V těsném sousedství kostela vzniklo nové farní centrum Camino, které nabízí prostory pro setkávání farníků i rodičů s dětmi. Dne 6. února 2014 byl v hotelu Clarion uspořádán benefiční koncert pod záštitou arcibiskupa Dominika kardinála Duky OP, a pražského primátora Tomáše Hudečka. Koncertem na podporu výstavby farního centra, kde vystoupila skupina Hradišťan Jiřího Pavlici, provázel P. Prokop OSB. Celkové náklady na výstavbu měly činit přibližně 20 milionů Kč.[zdroj?] Stavba byla dokončena v první polovině roku 2016 a v neděli 29. května ji slavnostně vysvětil kardinál Duka.
Prostory farního sálu Camino slouží mnoha duchovním i společenským účelům, je zde společenský sál, klubovna, dětská herna, které je možné si také pronajmout. 

## Kostely farnosti
- Kostel svatého Jakuba Staršího (Petrovice) – farní kostel